# Băiești, Hunedoara
Băiești este un sat în comuna Pui din județul Hunedoara, Transilvania, România. Se află în partea de sud a județului, în Depresiunea Hațeg.

## Băiești
Băiești este situat pe malul drept al răului Strei.
1. ↑  Google Earth
2. ↑  x indică operatorul telefonic: 2 pentru Romtelecom și 3 pentru alți operatori de telefonie fixă